# インシュアテック
インシュアテック、InsurTech（英: insurance technology）とは、保険（Insurance）とテクノロジー（Technology）を組み合わせた造語であり、インシュアランス・テクノロジーの略。InsTech（インステック）とも呼ばれる。経済産業省が2017年5月に公開した「FinTech ビジョン」では「保険分野における FinTech（フィンテック）」と定義している。
人工知能（AI）、IoT、ビッグデータやブロックチェーンなど、先端情報技術を活用することで、保険契約者・保険金受取人や保険事業者を取り巻く様々手続きや管理を効率化・合理化し便利にするアプローチである。具体的には、保険会社が担当する保険の引受け、保険料の運用、保険金の支払い、保険商品の販売といった業務にテクノロジーを活用して、仕事の効率や収益性を高める、新たなサービスを生み出すなど。
矢野経済研究所によると、2016年度のインシュアテック市場規模は490億円で、2018年度は690億円、2019年度は870億円と急成長の推移を予測しており、2021年度には1,790億円に到達すると予測している。